# Sergej Voronov
Sergej Evgen'evič Voronov (in russo Серге́й Евгеньевич Воронов?; Mosca, 3 ottobre 1987) è un ex pattinatore artistico su ghiaccio russo, specializzato nel singolo.

## Palmarès
GP: Grand Prix; CS: Challenger Series; JGP: Junior Grand Prix
| Internazionali | Internazionali | Internazionali | Internazionali | Internazionali | Internazionali | Internazionali | Internazionali | Internazionali | Internazionali | Internazionali | Internazionali | Internazionali | Internazionali | Internazionali | Internazionali | Internazionali |
| Event0 | 2004–05        | 2005–06        | 2006–07        | 2007–08        | 2008–09        | 2009–10        | 2010–11        | 2011–12        | 2012–13        | 2013–14        | 2014–15        | 2015–16        | 2016–17        | 2017–18        | 2018–19        | 2019–20        |
| --- | -------------- | -------------- | -------------- | -------------- | -------------- | -------------- | -------------- | -------------- | -------------- | -------------- | -------------- | -------------- | -------------- | -------------- | -------------- | -------------- |
| Campionati mondiali |                |                | 19°            | 7°             | 13°            | 14°            |                | 17°            |                |                | 13°            |                |                |                |                |                |
| Campionati europei |                |                |                | 4°             | 9°             | 14°            |                | 10°            | 7°             | 2°             | 3°             |                |                |                |                |                |
| GP Finale |                |                |                |                |                |                |                |                |                |                | 3°             |                |                | 4°             | 6°             |                |
| GP Cup of China |                |                |                |                |                | 3°             | R              |                | 3°             |                |                | 5°             | 3°             |                |                |                |
| GP Internationaux de France                                                                                             |                |                |                | 2°             |                | 6°             |                |                |                |                |                |                |                |                |                | 6°             |
| GP NHK Trophy |                |                |                |                |                |                |                |                | 7°             | 9°             | 2°             |                |                | 1°             | 2°             | 4°             |
| GP Rostelecom Cup |                |                |                |                | 7°             |                |                | 7°             |                |                | 2°             | 6°             |                |                |                |                |
| GP Skate America |                |                | 7°             |                |                |                |                |                |                |                |                |                | 4°             | 3°             | 3°             |                |
| GP Skate Canada |                |                | 10°            | R              | 6°             |                |                |                |                |                |                |                |                |                |                |                |
| CS Finlandia Trophy |                |                |                |                |                |                |                |                |                |                | 1°             | 3°             |                |                |                | 6°             |
| CS Minsk-Arena |                |                |                |                |                |                |                |                |                |                |                |                |                | 1°             |                |                |
| CS Nebelhorn Trophy |                |                |                |                |                |                |                |                |                |                | 4°             |                |                |                |                |                |
| CS Nepela Trophy |                |                |                |                |                |                |                |                |                |                |                |                | 1°             | 2°             | 2°             |                |
| Universiadi |                |                | 5°             |                |                |                | 2°             |                |                |                |                |                |                |                |                |                |
| Cup of Nice |                |                |                |                |                |                | R              |                |                |                |                |                |                |                |                |                |
| Finlandia Trophy |                |                | 6°             |                | 3°             | 2°             |                |                |                | 2°             |                |                |                |                |                |                |
| Golden Spin |                |                |                |                |                |                |                |                |                | 1°             |                |                |                |                |                |                |
| Ice Star |                |                |                |                |                |                |                |                |                | 1°             |                |                |                |                |                |                |
| NRW Trophy |                |                |                |                |                | 5°             |                |                |                |                |                | 3°             |                |                |                |                |
| Internazionali: Junior                                                                                                  |                |                |                |                |                |                |                |                |                |                |                |                |                |                |                |                |
| Campionati mondiali | R              | 2°             | 3°             |                |                |                |                |                |                |                |                |                |                |                |                |                |
| JGP Bulgaria |                | 3°             |                |                |                |                |                |                |                |                |                |                |                |                |                |                |
| JGP Ungheria | 3°             |                |                |                |                |                |                |                |                |                |                |                |                |                |                |                |
| JGP Giappone |                | 3°             |                |                |                |                |                |                |                |                |                |                |                |                |                |                |
| JGP Ucraina | 6°             |                |                |                |                |                |                |                |                |                |                |                |                |                |                |                |
| Nazionali |                |                |                |                |                |                |                |                |                |                |                |                |                |                |                |                |
| Campionati russi | 6°             | 6°             | 6°             | 1°             | 1°             | 2°             | 4°             | 3°             | 2°             | 3°             | 2°             | 5°             | 7°             | 4°             | R              | 9°             |
| Campionati russi junior                                                                                                 | 2°             | 2°             | 1°             |                |                |                |                |                |                |                |                |                |                |                |                |                |
| Eventi a squadre |                |                |                |                |                |                |                |                |                |                |                |                |                |                |                |                |
| World Team Trophy |                |                |                |                | 5° S 7° P      |                |                |                |                |                | 2° S 5° P      |                |                |                |                |                |
| 2016 Team Challenge Cup                                                                                                 |                |                |                |                |                |                |                |                |                |                |                | 2° S 8° P      |                |                |                |                |
| R: Ritirato S: Risultato della squadra; P: Risultato personale. Medaglie assegnate solo per il risultato della squadra. |                |                |                |                |                |                |                |                |                |                |                |                |                |                |                |                |